# Monterilla
En náutica, la Monterilla (Montera, Rasca nubes, Triángulo) es la vela triangular que en tiempos muy bonancibles se larga sobre los últimos juanetes cazando dos de los penoles de estos e izando el tercero hasta besar con el tope. (ing. Skyscraper). 
En tiempos muy bonancibles los Sobresobre (ing. Moonraker) suelen largarse o marearse encima de los sobrejuanetes en lugar de la monterilla.

## Expresiones
- Ponerse por montera el buque (Ponerse por montera el bote): significa zozobrar, inclinarse y tumbar la embarcación con la fuerza del viento hasta que se vuelca, y entrándole el agua, se va a pique.